# Tomás de Añorbe y Corregel
Tomás Añorbe y Corregel (Madrid, 1686 - íd, 1741) fue un sacerdote, dramaturgo y poeta español.
Capellán del Convento Real de la Encarnación, pasó su vida ocupado en misiones de caridad, actividad esta que compaginó con el cultivo de la poesía (Amarguras de la muerte y pensamientos cristianos, 1731) y, sobre todo, del teatro, ámbito en el que constituye un eslabón fundamental dentro del teatro tardobarroco, marbete bajo el cual se sitúa al lado de dramaturgos como José de Cañizares y Antonio de Zamora. Dentro, pues, del teatro popular de finales del siglo XVII y principios del XVIII, se adentró en los géneros más aclamados por el público de entonces: la comedia de santos, o más concretamente, de santas pecadoras, con Princesa, ramera y mártir, Santa Afra (1735), pieza que, como otras de Vicente Camacho (Ramera de Fenicia y feliz samaritana, Santa Eudoxia (1740) y Andrés Antonio Sánchez de Villamayor (La mujer fuerte, asombro de los desiertos, penitente y admirable Santa María Egipcíaca, 1728), atendía más a lo espectacular y, por consiguiente, a la deformación consciente de las historias pías, que a asuntos de devoción, lo cual suscitó la censura de los moralistas, entre ellos Gaspar Díaz en su célebre Consulta Teológica. 
En el campo de la zarzuela mitológica, género espectacular por antonomasia en el que los diversos ingenios dieciochescos hacían un uso libre de los referentes clásicos en virtud de la comicidad, Añorbe y Corregel tentó sus acordes en Júpiter y Dánae, pieza donde el mito clásico es aderezado con numerosos anacronismos y personajes ajenos a él, tales como el gracioso Mamurrias. Pero, sin duda, su obra más conocida es la tragedia El Paulino (1740), imitación de la Cinna de Pierre Corneille, por más que en la portada aparezca pomposamente "tragedia nueva a la moda francesa, con todo el rigor del arte". Moratín en La derrota de los pedantes califica esta obra de "miserable" y sitúa a su autor entre los malos poetas que se enfrentan a los buenos, seguidores de Apolo.
La producción dramática de Añorbe se completa con algunas piezas breves, como el Entremés del Mudo, 1734, o Sainete segundo, o El asunto de echar damas y galanes (1734) y un buen ramillete de comedias (Los amantes de Salerno, 1739; Nulidades del amor, 1734, y La Segismunda, 1739) entre otras.